# Fußball-Weltmeisterschaft 1974/Australien

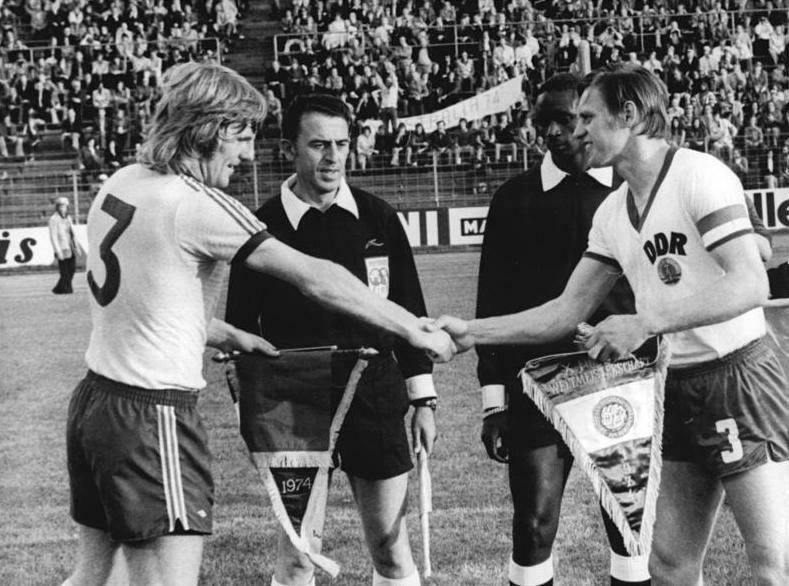
Australiens Kapitän Peter Wilson bei der Begrüßung zum ersten Gruppenspiel gegen die DDR (rechts Bernd Bransch)

Dieser Artikel behandelt die australische Nationalmannschaft bei der Fußball-Weltmeisterschaft 1974.

## Qualifikation
Australien spielte zusammen mit Neuseeland in der asiatischen Zone. Das Qualifikationsmodus sah zunächst eine Gruppenphase mit Hin- und Rückspielen vor. Die jeweiligen Gruppensieger qualifizierten sich für das Halbfinale, die Gewinner der Halbfinalspiele spielten im Finale um die Qualifikation zur WM.
Australien traf in Gruppe 3 auf den Irak, Indonesien und Neuseeland. Bis auf das erste Spiel wurden alle Spiele in Australien ausgetragen. Die Socceroos wurden seit dem Qualifikationsaus gegen Israel von Ralé Rašić trainiert. Unter seiner Leitung bestritt die Mannschaft von 1970 bis 1972 zwölf Spiele, von denen sie neun gewinnen konnte.

### Gruppenphase
Das erste Spiel gegen Neuseeland fand am 4. März 1973 in Auckland statt. In diesem Spiel leisteten sich die Australier viele Fehler im Mittelfeld und in der Verteidigung, konnten aber eine Führung der Gastgeber bis zur Halbzeit verhindern. Das 1:0 für die Neuseeländer kam in der 57. Minute, als Brian Turner einen von Allan Murrey herausgeholten Freistoß verwandelte. Der in der 67. Minute eingewechselte Ernie Campbell erzielte fünf Minuten vor Schluss nach einem Durcheinander in der neuseeländischen Abwehr noch den glücklichen Ausgleich für Australien.
Eine Woche nach dem Spiel in Neuseeland fand das zweite Gruppenspiel gegen den Irak in Sydney statt. Rašić veränderte die Mannschaft lediglich auf zwei Positionen, so ersetzte Jimmy Mackay Johnny Warren und Jimmy Rooney Max Tolston. Obwohl die Australier das Spiel dominierten, gingen sie erst in der 49. Minute in Führung, als Ray Richards einen von Bobby Hogg getretenen Freistoß verwandelte. Das 2:0 fiel in der 80. Minute durch Adrian Alston, der fünf Minuten später das 3:0 erzielte. Riad Nouri verkürzte in der 89. Minute auf 3:1. Nach diesem Sieg führten die Australier die Tabelle mit 3-1 Punkten an.
Das dritte Gruppenspiel gegen Indonesien fand zwei Tage später an gleicher Stelle statt. Nach einem Fehler des indonesischen Torwarts erzielte Ernie Campbell in der 22. Minute das 1:0 für die Gastgeber. Iswadi konnte allerdings in der 36. Minute ausgleichen, ehe Ray Baartz sechs Minuten später die australische Führung wiederherstellen konnte.
Im folgenden Spiel gingen die Neuseeländer in der zehnten Minute durch Alan Vest in Führung, Doug Utjesenovic (11.), Ray Baartz (19.) und Branko Buljevic (26.) drehten jedoch das Spiel zugunsten der Australier. Dennis Tindall verkürzte fünf Minuten nach der Halbzeitpause auf 2:3, ehe Bobby Hogg eine Flanke ins eigene Netz beförderte. Australien hatte damit einen sicher geglaubten Sieg verschenkt.
Vor dem Spiel gegen die Iraker wechselte Rašić den Torhüter. Ron Corry, der drei Treffer gegen Neuseeland zuließ, wurde durch Jack Reilly ersetzt. Das Spiel endete mit 0:0, da keine der beiden Mannschaften verlieren wollte. Australien benötigte im letzten Spiel gegen Indonesien lediglich einen Punkt, um ins Halbfinale einzuziehen. Die Indonesier wurden durch die Tore von Mackay (3./40.), Attila Abonyi (23./54.), Ray Richards (72.) und Ray Baartz (78.) mit 6:0 besiegt. Australien war damit für das Halbfinale qualifiziert.
| Neuseeland | – | Australien | 1:1 (0:0) |
| Australien | – | Irak       | 3:1 (0:0) |
| Indonesien | – | Australien | 1:2 (1:2) |
| Australien | – | Neuseeland | 3:3 (3:1) |
| Irak       | – | Australien | 0:0       |
| Australien | – | Indonesien | 6:0 (3:0) |

### Halbfinale
Im Halbfinale mussten die Socceroos gegen den amtierenden Asienmeister Iran antreten. Das Hinspiel fand am 18. August 1973 statt. Die Gastgeber konnte durch die Tore von Alston (41.), Abonyi (49.) und Kapitän Peter Wilson (85. Minute) mit 3:0 gewinnen und qualifizierte sich trotz der 0:2-Niederlage in Teheran für das Finale gegen Südkorea.
| Australien | – | Iran       | 3:0 (1:0) |
| Iran       | – | Australien | 2:0 (2:0) |

### Finale
Das Finale bestritt man gegen Südkorea. Nach einem 0:0 zu Hause und einem 2:2 in Seoul gewannen die Australier das Entscheidungsspiel in Hongkong mit 1:0 und waren somit für die WM qualifiziert. Den Siegtreffer schoss Jimmy Mackay in der 70. Minute.
| Australien | – | Südkorea   | 0:0       |
| Südkorea   | – | Australien | 2:2 (2:1) |
| Australien | – | Südkorea   | 1:0 (0:0) |

Damit war Australien als erste ozeanische Mannschaft für eine WM qualifiziert. Die australischen Zeitungen titeln bezugnehmend auf das Endspiel in München mit Munich here we Come.

## Aufgebot
| Nummer / Name | Nummer / Name               | Damaliger Verein       | Geburtstag | Sp.      | Tor      | Rot      | Gelb     |
| Torhüter      | Torhüter                    | Torhüter               | Torhüter   | Torhüter | Torhüter | Torhüter | Torhüter |
| ------------- | --------------------------- | ---------------------- | ---------- | -------- | -------- | -------- | -------- |
| 22            | Allan Maher                 | Sutherland Shire       | 21.07.1950 | 0        | 0        | 0        | 0        |
| 21            | Jim Milisavljevic           | Footscray JUST         | 15.04.1951 | 0        | 0        | 0        | 0        |
| 1             | Jack Reilly                 | Hakoah St. Kilda       | 27.08.1945 | 3        | 0        | 0        | 0        |
| Abwehr        |                             |                        |            |          |          |          |          |
| 5             | Colin Curran                | Western Suburbs SC     | 21.08.1947 | 3        | 0        | 0        | 0        |
| 16            | Ivo Rudic                   | Pan-Hellenic           | 24.01.1942 | 0        | 0        | 0        | 0        |
| 4             | Manfred Schaefer            | St. George-Budapest    | 12.02.1943 | 3        | 0        | 0        | 0        |
| 2             | Doug Utjesenovic            | St. George-Budapest    | 08.10.1946 | 3        | 0        | 0        | 0        |
| 18            | Johnny Watkiss              | Hakoah Eastern Suburbs | 28.03.1941 | 0        | 0        | 0        | 0        |
| 15            | Harry Williams              | St. George-Budapest    | 07.05.1951 | 1        | 0        | 0        | 0        |
| 3             | Peter Wilson                | Safeway United         | 15.09.1947 | 3        | 0        | 0        | 0        |
| Mittelfeld    |                             |                        |            |          |          |          |          |
| 17            | Dave Harding                | Pan-Hellenic           | 14.08.1946 | 0        | 0        | 0        | 0        |
| 8             | Jimmy Mackay                | Hakoah Eastern Suburbs | 19.12.1943 | 3        | 0        | 0        | 1        |
| 6             | Ray Richards                | Marconi-Fairfield      | 18.05.1946 | 3        | 0        | 1        | 0        |
| 7             | Jimmy Rooney                | APIA Leichhardt        | 10.12.1945 | 3        | 0        | 0        | 0        |
| Angriff       |                             |                        |            |          |          |          |          |
| 11            | Attila Abonyi               | St. George-Budapest    | 16.08.1946 | 2        | 0        | 0        | 0        |
| 12            | Adrian Alston               | Safeway United         | 06.02.1949 | 3        | 0        | 0        | 0        |
| 20            | Branko Buljević             | Footscray JUST         | 06.09.1947 | 3        | 0        | 0        | 0        |
| 19            | Ernie Campbell              | Marconi-Fairfield      | 20.10.1949 | 1        | 0        | 0        | 0        |
| 10            | Gary Manuel                 | Pan-Hellenic           | 20.02.1950 | 0        | 0        | 0        | 0        |
| 13            | Peter Ollerton              | APIA Leichhardt        | 20.05.1951 | 2        | 0        | 0        | 0        |
| 14            | Max Tolson                  | Safeway United         | 18.07.1945 | 0        | 0        | 0        | 0        |
| 9             | Johnny Warren               | St. George-Budapest    | 17.05.1943 | 1        | 0        | 0        | 0        |
| Trainer       |                             |                        |            |          |          |          |          |
|               | Ralé Rašić (Trainer)        |                        | 25.08.1935 |          |          |          |          |
|               | Les Scheinflug (Co-Trainer) |                        | 01.10.1938 |          |          |          |          |

## Endrunde
Die Gruppenauslosung am 7. Januar 1974 ergab, dass Australien in Gruppe 1 auf Gastgeber Deutschland, die DDR und Chile trifft. Ray Baartz, einer der Schlüsselspieler der Australier, erlitt während eines Freundschaftsspiels gegen Uruguay eine lebensgefährliche Verletzung an der Halsschlagader und musste auf eine Teilnahme verzichten.
| DDR        | – | Australien | 2:0 (0:0) |
| BRD        | – | Australien | 3:0 (2:0) |
| Australien | – | Chile      | 0:0       |

## Spiele

### DDR – Australien 2:0 (0:0)

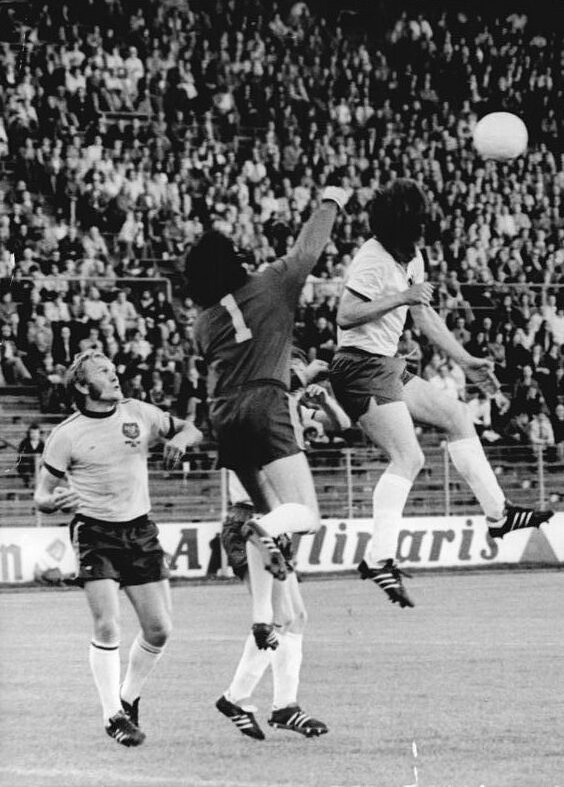
Torwart Reilly bei einer Faustabwehr im Spiel gegen die DDR

14. Juni 1974 im Volksparkstadion, Hamburg
DDR: Croy – Bransch, Weise, Wätzlich, Kische – Pommerenke, Sparwasser – Irmscher – Löwe (57. Hoffmann), Streich (Kapitän), Vogel – Trainer: Georg Buschner
Australien: Reilly – Utjesenovic, Wilson (Kapitän), Schaefer, Curran – Richards, Rooney, Mackay – Warren, Alston, Buljevic
Zuschauer: 10.000 – Schiedsrichter: N’Diaye (Senegal) – Tore: 1:0 Curran (56., Eigentor), 2:0 Streich (72.) – Verwarnungen: Wätzlich (32.), Vogel (58.), Kische (61.)
In ihrem ersten WM-Spiel konnte die australische Mannschaft lange Zeit dem Druck der DDR standhalten, erst das Eigentor von Cullan Curran brachte die Mannschaft aus ihrem Konzept, Joachim Streich erzielte in der 72. Minute das spielentscheidende 2:0.

### BRD – Australien 3:0 (2:0)
18. Juni 1974 im Volksparkstadion, Hamburg
BRD: Maier – Vogts, Breitner, Schwarzenbeck, Beckenbauer (Kapitän) – Cullmann (67. Wimmer), Overath – Grabowski, Heynckes (46. Hölzenbein), Müller, Hoeneß – Trainer: Helmut Schön
Australien: Reilly – Utjesenovic, Wilson (Kapitän), Schaefer, Curran – Richards, Rooney, Mackay – Campbell (46. Abonyi), Alston, Buljevic (61. Ollerton)
Zuschauer: 53.300 – Schiedsrichter: Kamel (Ägypten) – Tore: 1:0 Overath (12.), 2:0 Cullmann (34.), 3:0 Müller (53.) – Verwarnungen: Mackay (56.)
Ihr zweites Gruppenspiel bestritten die Australier gegen den Gastgeber Deutschland. In der 12. Spielminute erzielte Wolfgang Overath die verdiente Führung für Deutschland, das immer offensiver wurde. Müller hätte eine Minute später auf 2:0 erhöhen können, er traf aber nur den Pfosten, Bernd Cullmann erhöhte in der 34. Minute auf 2:0. Wenige Minuten nach Wiederanpfiff hatten die Australier die erste große Möglichkeit des Spiels, als Alston allein auf Maier zulief, der deutsche Torwart konnte aber zur Ecke klären. Gerd Müller erzielte in der 53. Minute das 3:0 für die Deutschen, die während der zweiten Hälfte weitere Großchancen hatten, Müller und Hoeneß scheiterten allerdings an Jack Reilly. Nach dieser Niederlage war Australien bereits vorzeitig ausgeschieden.

### Australien – Chile 0:0
22. Juni 1974 im Olympiastadion, Berlin
Australien: Reilly – Utjesenovic, Wilson (Kapitän), Schaefer, Curran (83. Williams) – Richards, Rooney, Mackay – Abonyi, Alston (65. Ollerton), Buljevic
Chile: Vallejos – García, Quintano, Arias, Figueroa (Kapitän) – Valdés (Kapitän) (55. Farías), Reinoso – Caszely, Ahumada, Véliz, Páez (73. Yávar) – Trainer: Luis Álamos
Zuschauer: 14.700 – Schiedsrichter: Namdar (Iran)
- Tore: Keine – Rot: Richards (83.)
Damit war Australien als Gruppenletzter ausgeschieden. Die australische Nationalmannschaft konnte sich erst 2006 wieder für eine Fußball-Weltmeisterschaft qualifizieren. Harry Williams wurde in diesem Spiel der erste australische Eingeborene der bei einer Weltmeisterschaft zum Einsatz kam.